# Championnats du monde de cyclo-cross 1966
Navigation
Édition précédente Édition suivante
Les championnats du monde de cyclo-cross 1966 ont lieu le 27 février 1966 à Beasain en Espagne. Une épreuve masculine est au programme.

## Podiums
| Épreuves | Or                | Argent           | Bronze         |
| -------- | ----------------- | ---------------- | -------------- |
| Élites   | Eric De Vlaeminck | Hermann Gretener | Rolf Wolfshohl |

## Classement des élites
| Pos. | Cycliste          | Pays                 | Temps           |
| ---- | ----------------- | -------------------- | --------------- |
|      | Eric De Vlaeminck | Belgique             | 1 h 02 min 57 s |
|      | Hermann Gretener  | Suisse               | + 0:12          |
|      | Rolf Wolfshohl    | Allemagne de l'Ouest | + 0:17          |
| 4    | Huub Harings      | Pays-Bas             | + 1:16          |
| 5    | Luciano Luciani   | Italie               | + 1:32          |
| 6    | Amerigo Severini  | Italie               | + 1:36          |
| 7    | Freddy Nijs       | Belgique             | + 1:36          |
| 8    | Karl Stähle       | Allemagne de l'Ouest | + 1:54          |
| 9    | Antonio Barrutia  | Espagne              | + 1:58          |
| 10   | Michel Pelchat    | France               | + 1:58          |

## Tableau des médailles
| Rang | Nation               | Or | Argent | Bronze | Total |
| ---- | -------------------- | -- | ------ | ------ | ----- |
| 1    | Belgique             | 1  | 0      | 0      | 1     |
| 2    | Suisse               | 0  | 1      | 0      | 1     |
| 3    | Allemagne de l'Ouest | 0  | 0      | 1      | 1     |